# ميخائيل بلانش
ميخائيل بلانش (بالإنجليزية: Michael Blanch)‏ هو دبلوماسي واقتصادي بريطاني، ولد في 1947.